# Vol (droit)
Pour l’article homonyme, voir Vol.
 (août 2012).
Si vous disposez d'ouvrages ou d'articles de référence ou si vous connaissez des sites web de qualité traitant du thème abordé ici, merci de compléter l'article en donnant les références utiles à sa vérifiabilité et en les liant à la section « Notes et références ».

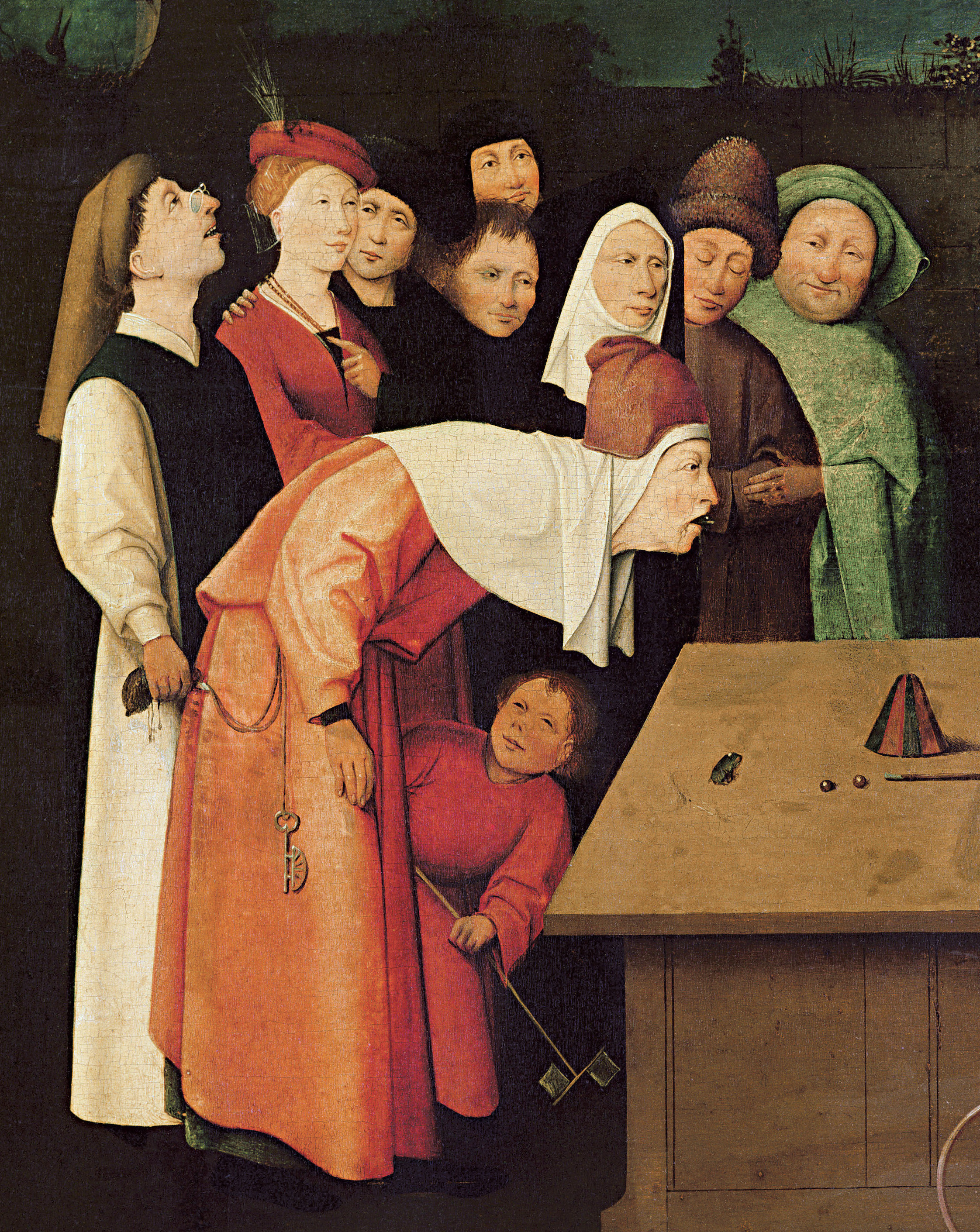
Huile sur toile de Jérôme Bosch représentant un vol

Le vol est une infraction pénale qui consiste à s'approprier frauduleusement un bien mobilier appartenant à autrui.

## Origine et histoire
Le vol semble remonter à l'origine de l'humanité. De tous temps et dans toutes les civilisations, il est reconnu et à la fois commis et puni. Il se manifeste par exemple, sur terre, par le banditisme, et sur mer, par la piraterie. Des invasions ont eu comme motivation le pillage des peuples voisins.

## Formes variées

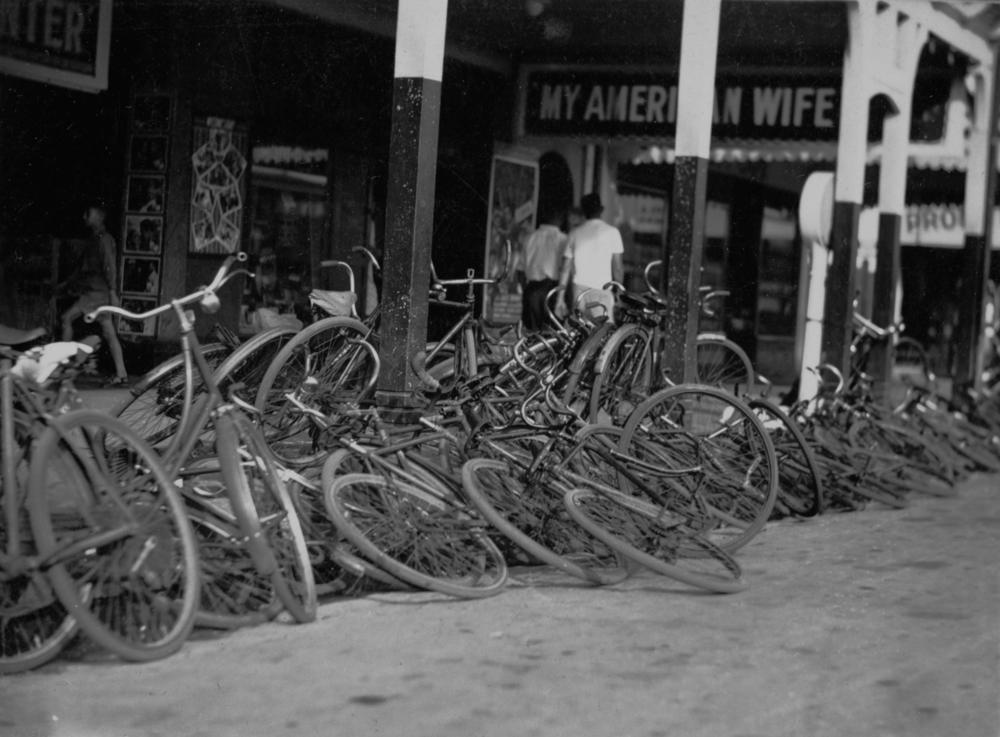
Jusque dans les années 1970, dans la plupart des pays, le vol des vélos était très rare (ici devant un cinéma à Cairns en Australie, en 1922, aucun vélo n'est attaché ni cadenassé)

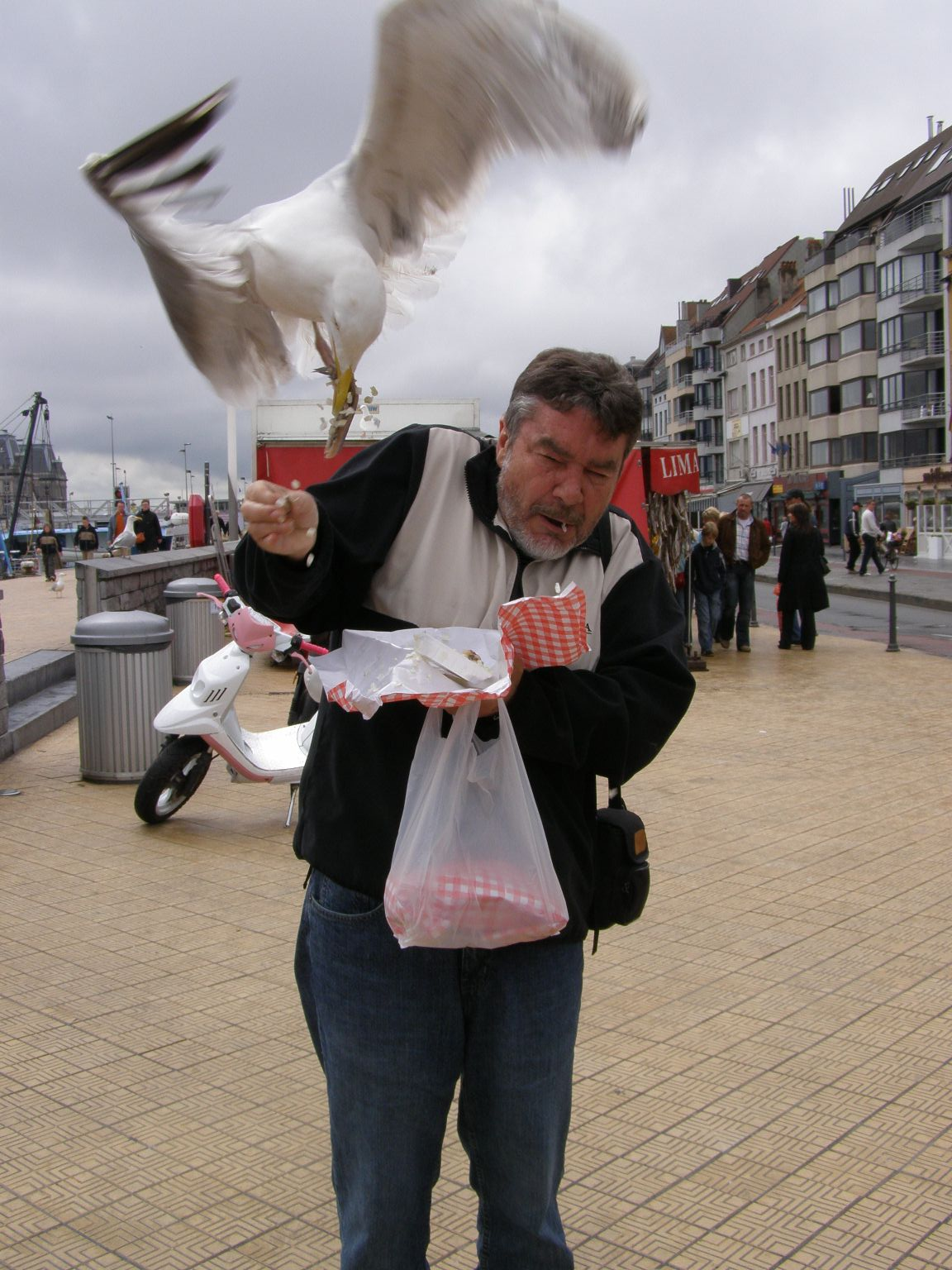
Un goéland argenté « vole » un hareng à un passant (ici en Belgique). La notion de « vol » est dans ce cas une interprétation anthropomorphique.

Tous les biens matériels, végétaux, animaux, champignons ayant un propriétaire légal, etc. sont susceptibles d'être volés : les récoltes sur pied, des plantes, animaux, champignons, graines, jeunes plants d'arbres en forêt, des semences (on parlait autrefois alors de maraudage), de la nourriture, des biens fonciers, des effets personnels, des œuvres d'art, les documents confidentiels, les armes, l'argent, etc.
Les modalités et motivations du vol sont variées : Il est effectué seul ou en bande, avec ou sans préméditation, avec ou sans professionnalisme, avec ou sans violence, etc.
Les sanctions sont généralement ajustées à la gravité estimée du vol, en fonction des moyens exercés, de la gravité des actes (avec ou sans violence ou contrainte, etc.) et selon la valeur estimée de l'objet dérobé.
Le vol est un acte maladif chez le kleptomane.

## Droit par pays

### Canada
Le vol est un acte criminel  défini aux articles 322 et suivants du Code criminel. La punition du vol est prévue à l'article 334 C.cr. La sévérité de la sanction dépend du montant d'argent volé : si le montant du vol dépasse 5 000 $, la sanction maximale est de dix ans de prison, et si le montant du vol ne dépasse pas 5 000 $, l'emprisonnement maximal est de deux ans.
Le Code criminel prévoit aussi des infractions qui s'assimilent au vol, telles que la prise d’un véhicule à moteur ou d’un bateau sans consentement (art. 335 C.cr.), le vol de bestiaux (art. 338 c.cr.) et le vol de cartes de crédit (art. 342 C.cr.). Il contient enfin les infractions de vol qualifié (art. 343 C.cr.), d’arrêter la poste avec intention de vol (art. 345 C.cr.) et d'extorsion (art. 346 C.cr.).

### France
Le vol est la soustraction frauduleuse de la chose d'autrui.

### Suisse
En Suisse, le vol est puni par le Code pénal.

## Expressions et infractions apparentées
Ce qui est couramment et largement qualifié de vol pourrait être plus exactement :
- braquage de banque ou de magasin (avec arme réelle ou apparaissant comme telle) ;
- vol à la détourne : le voleur détourne l'attention de la victime pour lui subtiliser ce qu'il convoite ;
- vol à l'étalage : vol d'objets exposés sans protection et sans fermeture dans les étals qui bordent les trottoirs, les devantures ou l'intérieur (gondole, présentoir) ;
- cambriolage ou vol à domicile ;
- détournement de fonds ;
- escroquerie (par exemple, une victime est amenée à « investir » dans une société bidon : Fraude 4-1-9) ;
- espionnage industriel (car appropriation non autorisée d'informations confidentielles) ;
- espionnage ;
- fausse facture ;
- faux-monnayage (car la monnaie fabriquée vole la société) ;
- grivèlerie ou resquille (par exemple, quitter un restaurant sans régler l'addition) ;
- hameçonnage ;
- piraterie maritime ;
- racket de protection ;
- usurpation d'identité ;
- utilisation frauduleuse de ressources (par exemple, utilisation de logements officiels à des fins personnelles) ;
- vol à l'américaine : escroquerie qui consiste à se faire remettre une somme importante, en échange d'objets sans valeurs laissés en gage à la personne dupée[12];
- vol à l'arraché ;
- vol à la tire ;
- vol à la roulotte ;
- vol à la fausse qualité : le ou les individus se présentent au domicile de leur victime sous diverses qualités (employés des eaux, EDF, GDF, Poste, Police...) Généralement, les auteurs exhibent une fausse carte professionnelle ou portent une tenue vestimentaire adaptée, profitent des travaux dans le quartier pour prétexter une intervention. Pendant qu'un des auteurs occupe la victime, le ou les complices visitent l'appartement et procèdent aux vols ;
- vol à la petite semaine (par exemple, une personne abuse du système de transport en commun en utilisant une carte trafiquée) ;
- vol au rat : pratiqué par un rat d'hôtel ;
- vol domestique (en droit français, désigne le vol par un employé) ;
- vol par ruse : le ou les auteurs prévaut d'une fausse qualité pour tromper la confiance de la victime.
- vol qualifié (en droit belge et canadien, désigne un vol accompagné de circonstances aggravantes telles que la violence);
- coupeur de route (arrêt des véhicules, braquage des occupants du véhicule) ;
- Illégalisme ;
- Wardrobing ;
- Reprise individuelle ;
- vol de subsistance : lorsqu'on n'y a pas accès financièrement et/ou socialement, vol de nourriture essentielle et basique (pain, lait, lait maternisé, pâtes, riz, jambon, œufs, fruits, légumes..., exclusion faite des denrées de confort), d'eau potable et de toilette, d'objets de première nécessité (savon, protections périodiques féminines, couches pour bébé, vêtements chauds...), de médicaments afin de survivre et rester digne.
Ce type de vol se fait généralement sans violence et, s'il est pris, le voleur reconnaît aisément le larcin mais le motif est plus difficilement avoué, par dignité. En période de guerres, de conflits sociaux..., le vol de subsistance peut engendrer de la violence.
- Vol de contenus artistique, littéraire, technique, industriel, médical, intellectuel, etc. qui constitue en fait une contrefaçon[13].

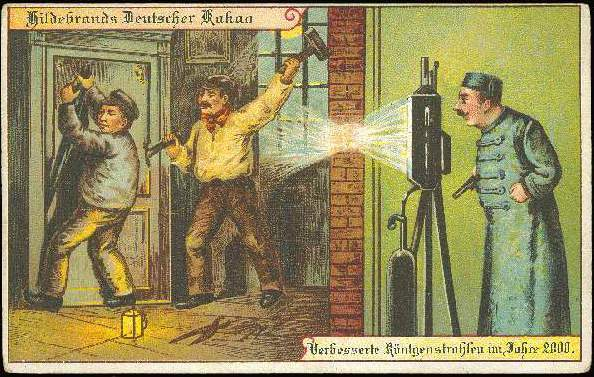
Illustration, 1900

## Dans l'imaginaire populaire
La culture populaire est riche de nombreux voleurs connus, voire aimés. Dans la culture occidentale, Robin des Bois et Arsène Lupin sont de ces personnages. Le cinéma a mis en scène des voleurs de renom.